# Axel Grönwall

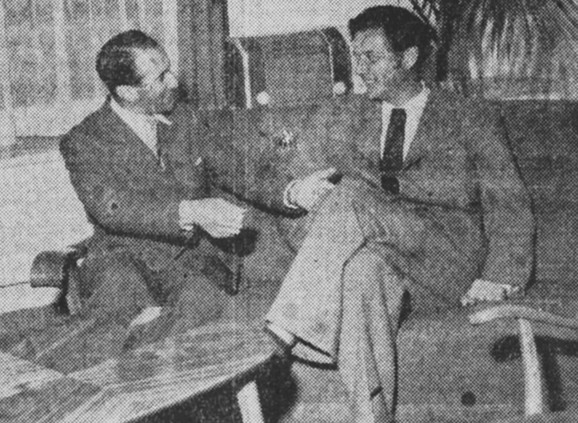
Hirsch och Grönwall.

Karl Axel Fredrik Grönwall, född 15 november 1914 i Stockholm, död där 30 augusti 1986, var en svensk arkitekt.

## Verksamhet
Grönwall, som var son till professor Karl A. Grönwall och Maja Rasmussen, avlade studentexamen i Lund 1934 och utexaminerades från Kungliga Tekniska högskolan i Stockholm 1942. Under många år från 1943 bedrev han egen arkitektverksamhet tillsammans med Ernst Hirsch i arkitektkontoret Grönwall & Hirsch. Han företog en studieresa i USA, Kanada och Mexiko 1956.

## Verk i urval
- Kvarteret Dihlströms, Södermalm, ombyggnad, 1944.
- Barnbyn Skå, Skå Edeby, Ekerö, 1947.
- Daghemmet Sköntorpsgården, Årsta, 1947
- Fastigheten Metspöet 15, Stockholm, 1946-1949, tillsammans med Ernst Hirsch.
- SCA:s huvudkontor, Svenska Cellulosa AB, Sundsvall, 1959.
- Industribyggnader, bostäder och villor för SCA, Svenska Cellulosa AB.
- Ängskolan, Albyskolan, och Hallonbergsskolan, Sundbyberg.
- Fastigheten Geten 31, Stockholm 1959-1964, tillsammans med Ernst Hirsch.
- Scandic Sjöfartshotellet, Katarinavägen 24-28, Stockholm, 1962–1965, tillsammans med Ernst Hirsch.

## Bilder, byggnader i urval

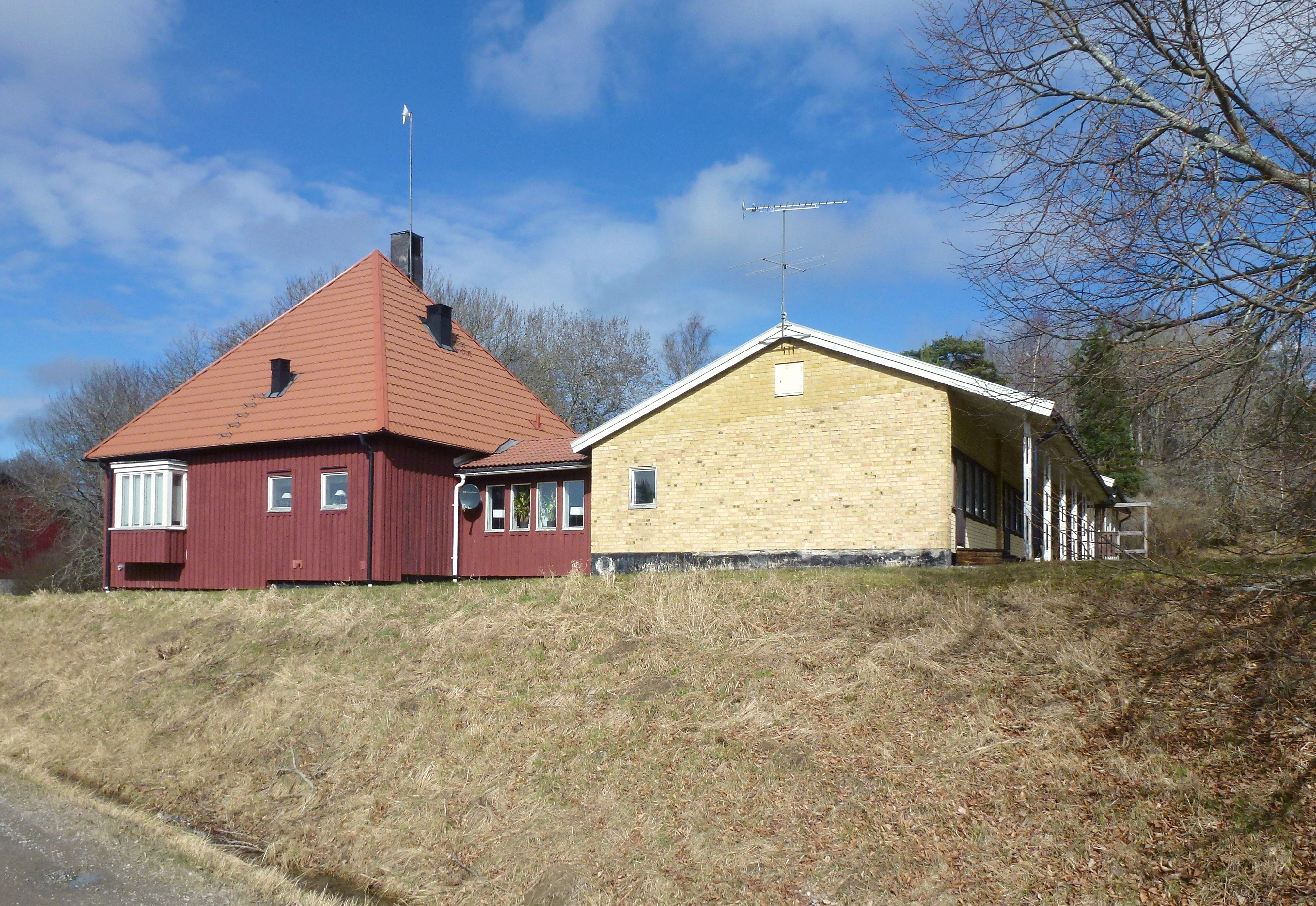
Barnbyn Skås skola
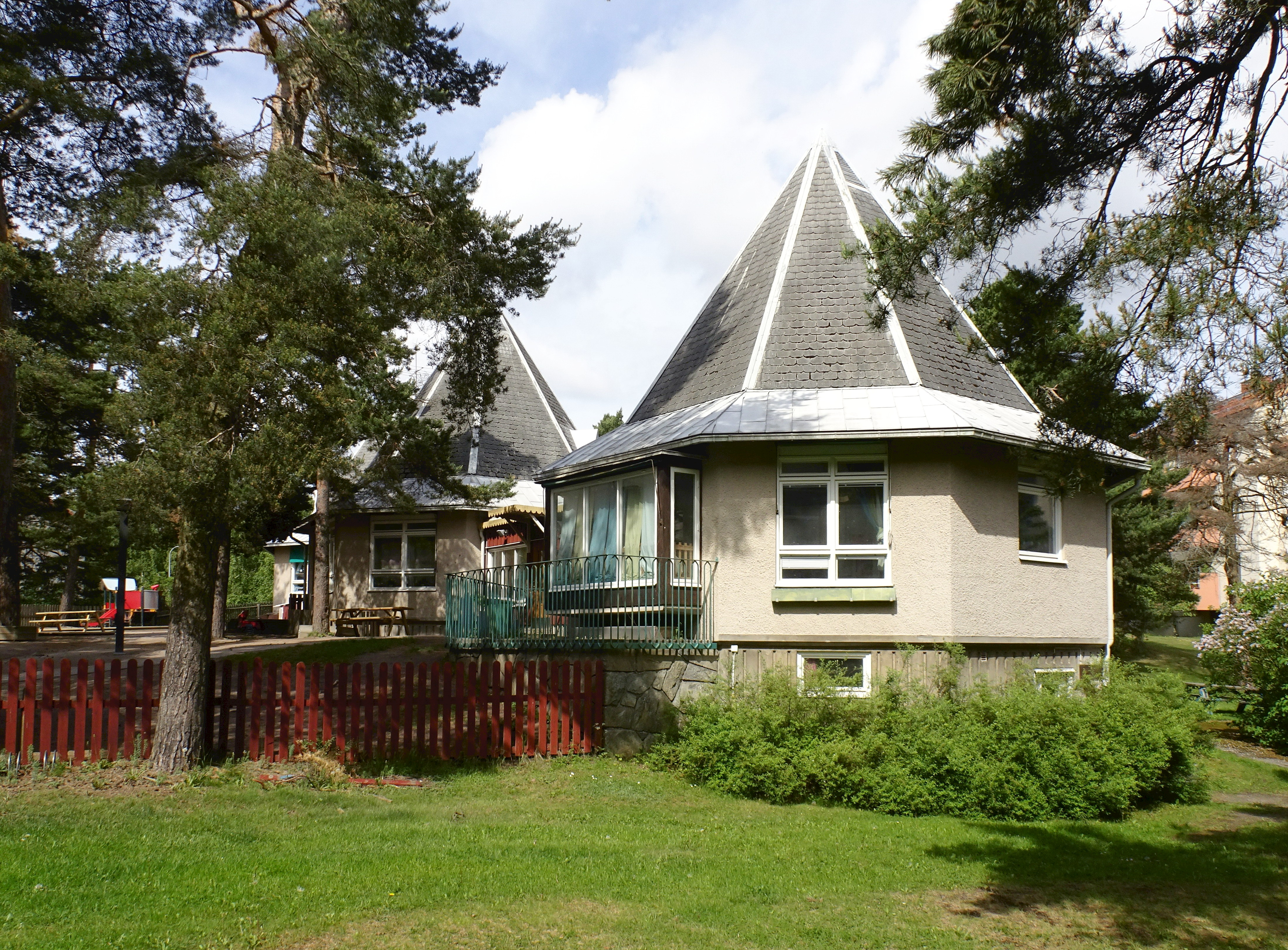
Sköntorpsgården, Årsta
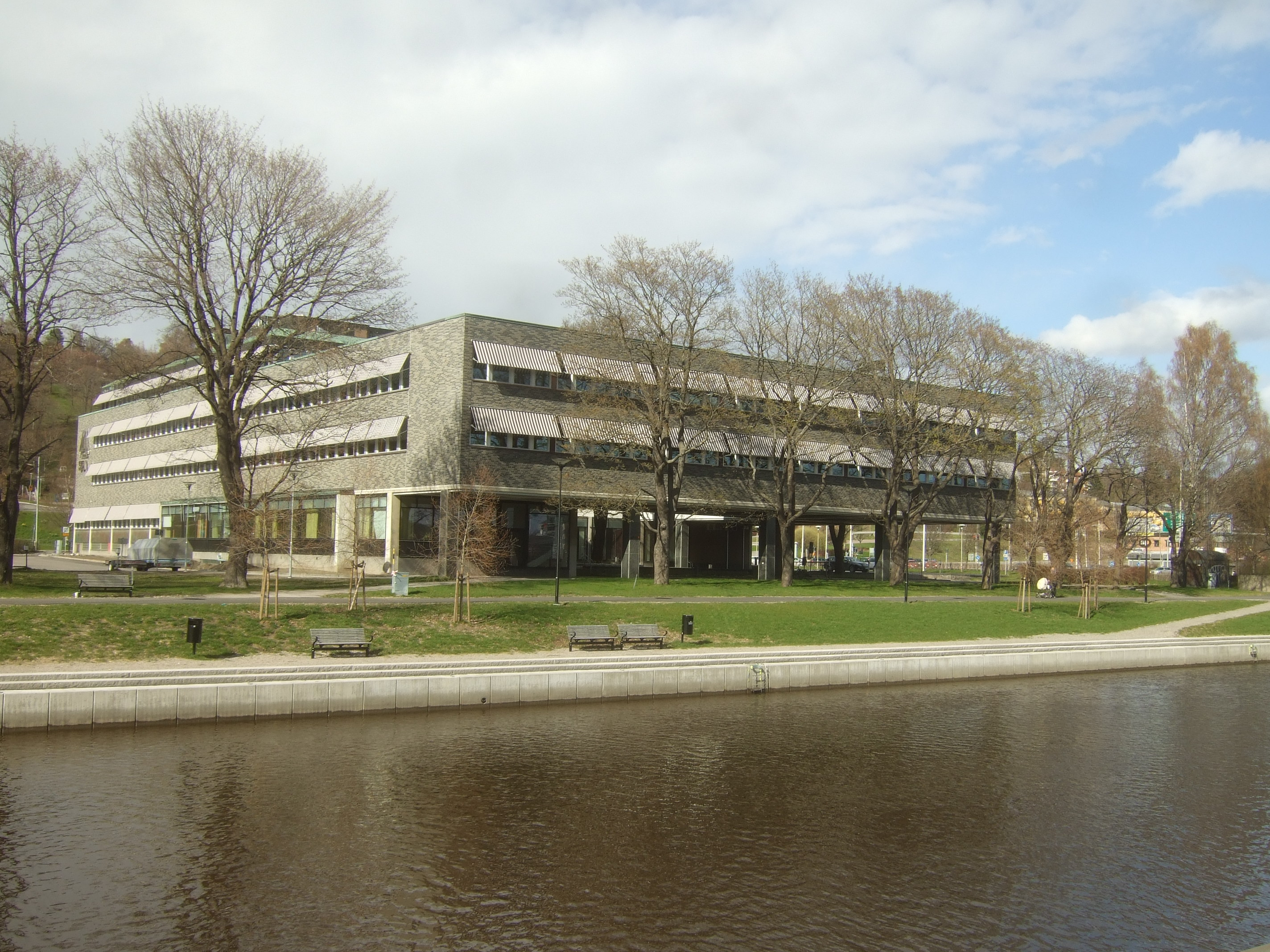
SCA:s huvudkontor
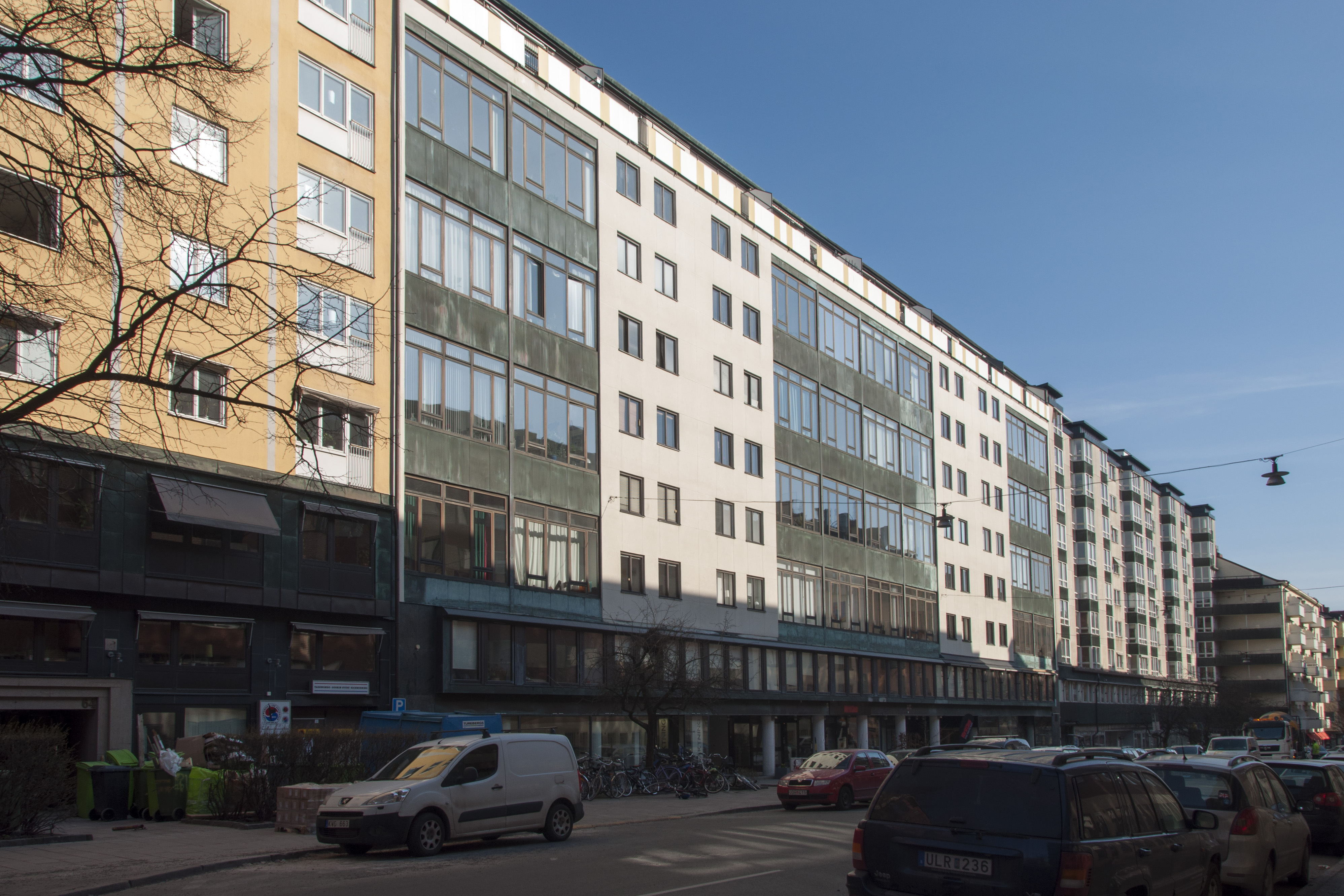
Geten 31
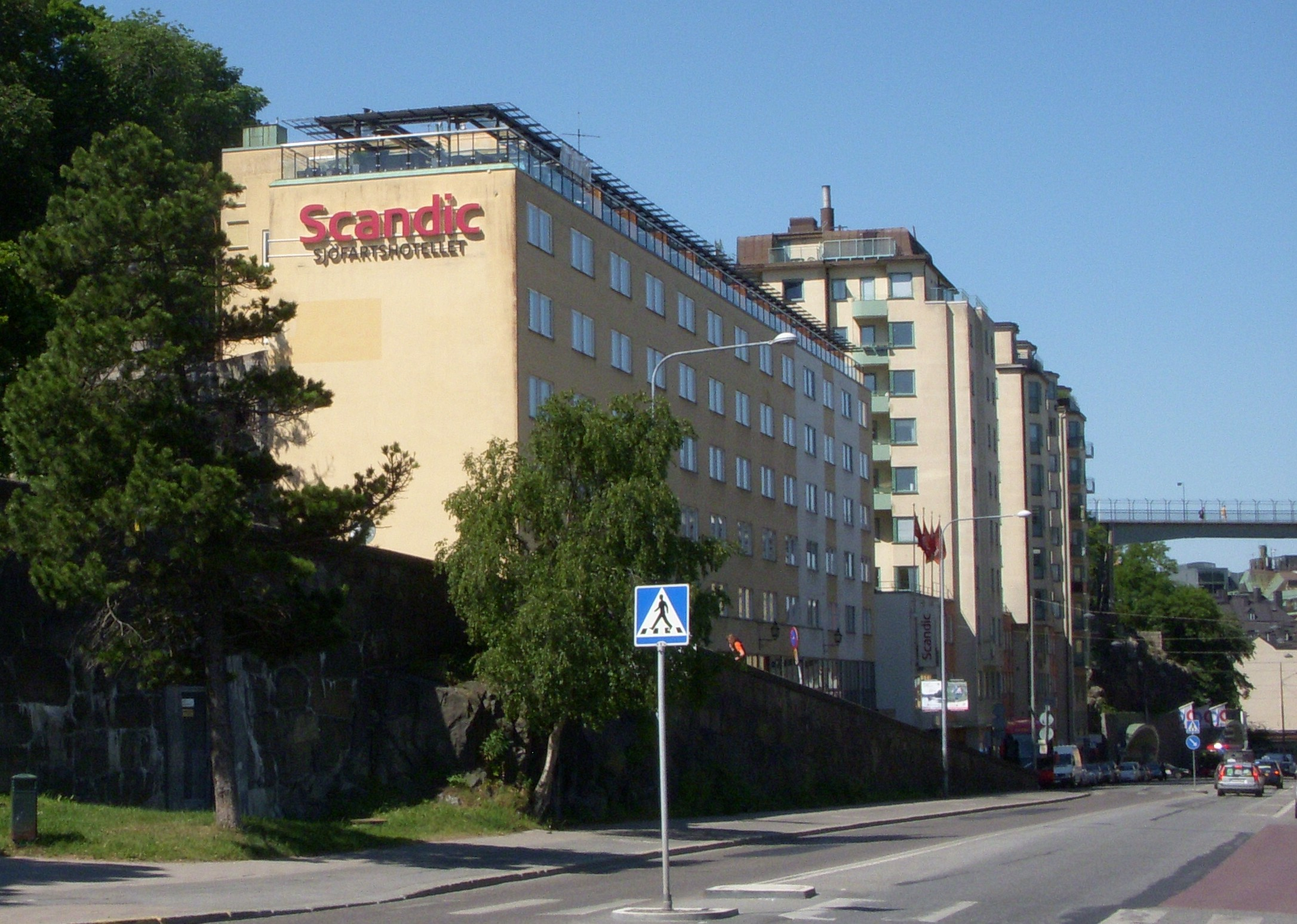
Sjöfartshotellet, Stockholm